# Epacromius
Epacromius is een geslacht van rechtvleugeligen uit de familie veldsprinkhanen (Acrididae). De wetenschappelijke naam van dit geslacht is voor het eerst geldig gepubliceerd in 1942 door Uvarov.

## Soorten
Het geslacht Epacromius omvat de volgende soorten:
- Epacromius coerulipes Ivanov, 1888
- Epacromius fallax Wang, 2007
- Epacromius japonicus Shiraki, 1910
- Epacromius pulverulentus Fischer von Waldheim, 1846
- Epacromius tergestinus Charpentier, 1825